# Brita Koivunen
Brita Koivunen-Einiö (født 31. august 1931 i Helsinki, død 12. april 2014 smst.) var en finsk jazz- og schlagersangerinde. Til hendes mest kendte numre hører de finsk-oversatte hits "Suklaasydän" (1956),"Sävel rakkauden" (1957) og "Mamma, tuo mies minua tuijottaa" (1958).
Koivunens berømmelse begyndte i 1954 i Helsinki. Sin første sang "Naisen-Miehen" optog hun sammen med den finske teaterinstruktør, skuespiller og sanger Tor Björn Lampenius, optrådte med den i et musikprogram og fik derigennem kontakt til et orkester. I løbet af sin karriere har Koivunen vist sig at være en talentfuld kunstner inden for et bredt spektrum af genrer, blandt andet optog hun i 1960'erne en række børnesange, samt, i 1985, en plade med jazz-standards. Koivunens foretrukne kunstnere inden for jazzen er Peggy Lee, Anita O'Day og Mel Tormé.
I slutningen af 1990'erne dannede Koivunen, sammen med Pirkko Mannola og Vieno Kekkonen, to ligeså berømte sangerinder i Finland, en sangerindetrio, som fortolkede gamle 50'er-numre. Koivunen trak sig dog tilbage i 2005 og Marjatte Leppänen overtog hendes plads i trioen.
Koivunen var gift med finske musiker og skuespiller Paavo Einiö, deres ægteskab varede fra 1955 til 2006, det år Einiö døde.